# Лажо, Юрий Петрович
Юрий Петрович Лажо (Юрай Лажо, словац. Juraj Lažo; 2 мая 1867, Вышний Свидник — 28 мая 1929, там же) — русинский общественно-политический и культурный деятель Пряшевщины. В 1920—1925 годы — сенатор (депутат Верхней палаты) Чехословацкого парламента первого созыва.

## Биография
Родился 2 мая 1867 года в Вышнем Свиднике (ныне Свидник) в семье крестьян. Крестил его грекокатолический священник Александр Духнович, известный как будитель русинского народа. Он во многом способствовал формированию русинского патриотизма в школьные годы Юрия Лажо.
В своей школе он был одним из самых успешных учеников, поэтому его учитель Александр Павлович предложил его родителям продолжить его образование, обещая финансовую поддержку со своей стороны. Однако тогдашнее время было довольно трудным; как единственный в семье сын (у него была сестра) он должен был остаться дома и заниматься сельским хозяйством.
Эта работа, однако, не удовлетворяла его, и он всегда мечтал о лучшем мире, лучшем будущем, не только своём, но и своих земляков. Тайно примкнул к формирующемуся движению сопротивления против Венгерской власти, как в Свиднике, так и за его пределами. Однако преследования венгерской полиции вынудили его к началу XX века уехать в США. Он обосновался в Питсбурге, где работал строителем. О его упорстве и настойчивости свидетельствует тот факт, что по прошествии некоторого времени он уже работал начальником строительства (stavbyvedoucí). В то время в Питсбурге сложилось сильное патриотическое движение сопротивления чехов, словаков и русинов против Австро-Венгерской империи. Там возникли первые ростки создания нового чехословацкого государства. В этом движении в полной мере участвовал и Юрий Лажо.
Перед Перовой мировой войной по семейным обстоятельствам вернулся на родину. Стал активным борцом за экономические, социальные, политические и религиозные права русинов, за что подвергся преследованиям со стороны австро-венгерской власти, в частности на 4 месяца заключён в тюрьме в Пряшеве, и мадьяризированной верхушки Прешовской греко-католической епархии.
После войны основал в Свиднике строительную фирму, в которой работали жители Свидника и окрестностей. Его фирма в основном занималась строительством мостов, школ и домов, разрушенных во время Первой мировой войны.
Как представитель Чехословацкой социал-демократической рабочей партии в ходе выборов, состоявшихся 18 апреля 1920 года, был избран от 10-го избирательного округа, который включал в округ Шариш и Подкарпатскую Русь, на должность сенатора (члена парламента) в первое Национальное собрание вновь образованной Чехословацкой Республики. До 15 сентября 1925 года был единственным представителем русинов в высшем законодательном органе республики. О своей работе там написал в 1925 году брошюру «Русскому народу в Словакии» (Russkomu národu na Slovensku).
Добился значительной государственной помощи для своего региона, который понёс наибольшие потери во время Первой мировой войны и был экономически самым бедным в новой Чехословакии. Требовал ввести автобусное сообщение между Стропковом, Свидником и Прешовом, что и было сделано в 1921 году. Его стремление построить железнодорожную линию Бардейов — Свидник — Стропков — Гуменне не была осуществлена. Выступал против словакизации русинов, за объединение Пряшевщины с Подкарпатской Русью и предоставления ей автономии.
В 1920 году создал потребительский кооператив «Святая Троица». Создание этого кооператива, просуществовавшего до 1935 года, преследовало цель помочь бедным людям улучшить свою жизненную ситуацию путём предоставления соответствующих кредитов.
В 1922 году обратился к главе Чешской православной общины в Праге архимандриту Савватию (Врабецу) с просьбой направить священнослужителя для пастырской деятельности в Восточной Словакии. Архимандрит Савватий пригласил для этой цели в Чехословакию постриженника Почаевской лавры архимандрита Виталия (Максименко), проживавшего в Сербии. В 1924 году вместе с настоятелем православного монастыря преподобного Иова Почаевского в Ладомировой архимандритом Виталием (Максименко) открыл в Свиднике типографию с кириллическим шрифтом, которая издавала национально-просветительскую и духовную литературу для населения Пряшевщины. В 1926 году передал типографию Ладомировскому монастырю. Однако, архимандрит Виталий, как иностранец, не мог быть владельцем типографии, поэтому она была зарегистрирована на имя Юрия Лажо и до 1932 года официально именовалась: «Типография Ю. П. Лажо в Ладомировой в Словакии»

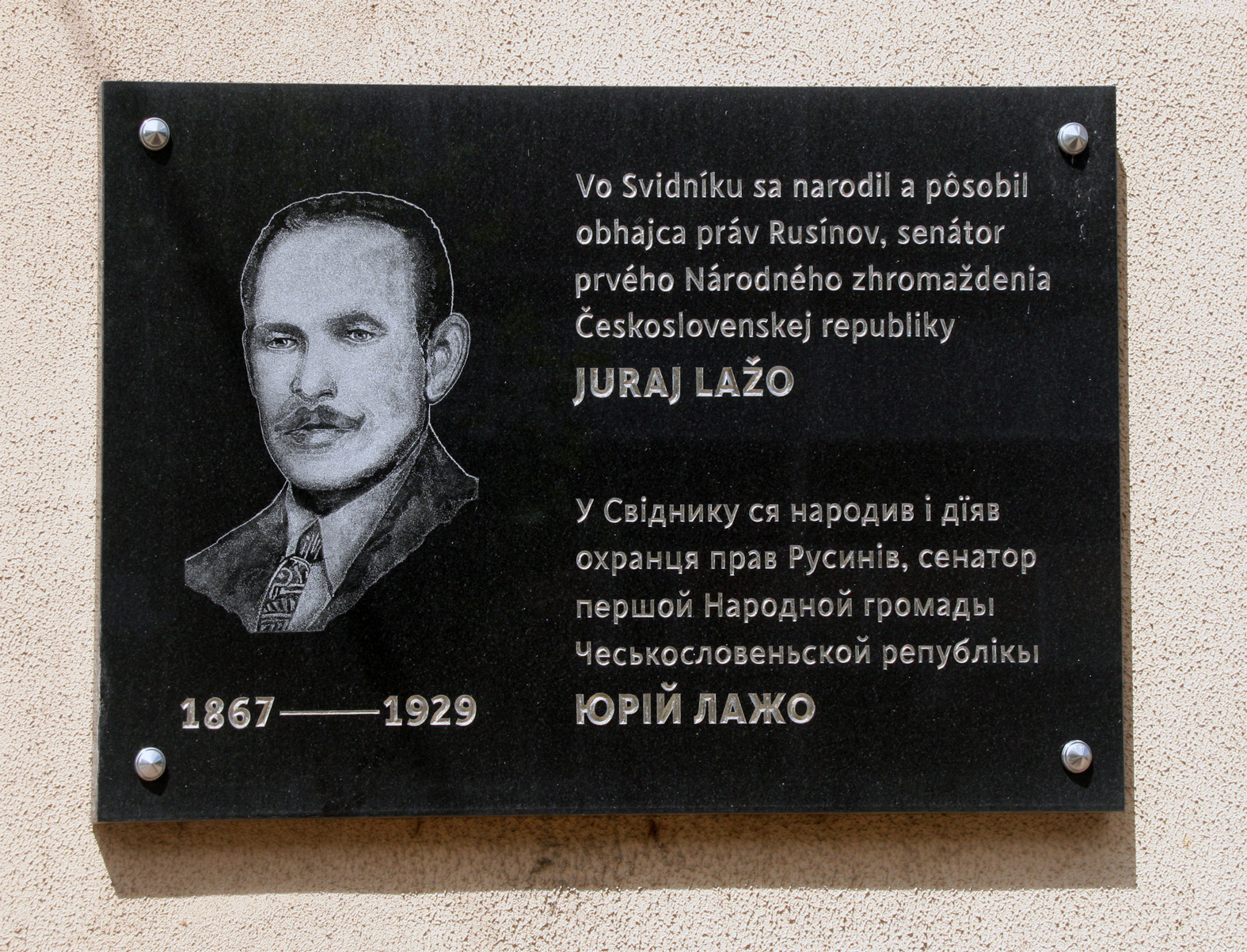

Скончался 28 мая 1929 года в Вышнем Свиднике, где и похоронен.
22 мая 2014 года по случаю 85-летия со дня его смерти в Поддуклянской библиотеке в Свиднике состоялась мероприятие «Юрай Лажо и его место в истории русинов», после чего состоялось открытие мемориальной плиты, прикреплённой к зданию аптеки Уникум. Мероприятии приняли участие родственники Юрия Лажо, мэр Ян Голодняк, члены муниципального парламента, руководители города и жители города.